# Campo Imperatore Near Earth Object Survey
Campo Imperatore Near Earth Objects Survey (kratica CINEOS) je program iskanja blizuzemeljskih nebesnih teles, ki občasno pridejo v bližino Zemlje. Izvajanje programa se je pričelo leta 2001. Glavni namen je iskanje atonskih in apohelskih asteroidov.
Med letoma 2001 in 2004 so opravili meritve leg več kot 61.000 asteroidov, odkrili so skoraj 1500 novih teles, med katerimi je šest blizuzemeljskih teles in en kentaver.
Program se izvaja z uporabo Schmidtovega daljnogleda na postaji, ki se nahaja na gori Campo Imperatore in pripada Observatoriju Rim.